# Окулич-Казарин, Николай Фомич
Николай Фомич Окулич-Казарин (19 ноября 1849 — 26 апреля 1923, Пылтсамаа, Эстония) — русский военный юрист, генерал-лейтенант, историк, краевед.

## Биография
Из дворян Витебской губернии.
Окончил Новгородский графа Аракчеева кадетский корпус и Павловское военное училище. Служил в Кронштадтской береговой артиллерии, затем в управлении Кронштадтской крепостной артиллерии. Штабс-капитан (1875). В 1876 г. переведён командиром роты в Николаевскую крепостную артиллерию, а затем в Одесские береговые батареи. Участник русско-турецкой войны 1877—1878 годов.
В 1880 г. произведен в подполковники и после сдачи экзаменов зачислен слушателем в Военно-юридическую академию, которую окончил в 1884 г. Назначен следователем Петербургского военного округа, а в феврале 1886 г. — помощником военного прокурора Петербургского военно-окружного суда. Полковник (1890). Служил в должности следователя Финляндского военного округа, затем на должности военного прокурора Кавказского военно-окружного суда в Тифлисе. В 1906 году произведён в генерал-лейтенанты с увольнением от службы с мундиром и пенсией и поселился в Пскове.
Член Псковского археологического общества, автор 15 работ по истории Пскова. Известен как автор замечательной книги «Спутник по древнему Пскову» (1911, 1913).
Хранитель музея Поганкины палаты. В 1919 г., во время Гражданской войны, выехал в Юрьев и по окончании войны остался на территории получившей независимость Эстонии. Скончался 26 апреля 1923 г. Похоронен на немецком кладбище г. Пылтсамаа (Оберпален).

### Избранные труды
- Окулич-Казарин Н. Ф. Спутник по древнему Пскову : (Любителям родной старины). — Псков: Псков. археол. о-во, 1911. — 328 с. || Спутник по древнему Пскову : (Любителям родной старины). — 2-е изд., испр. и доп. — Псков: Псков. археол. о-во, 1913. — 343 с.[1] ||  / Предисл., примеч. и общ. ред. Е. П. Иванова. — 3-е изд., юбил., посвящ. 1100-летию первого упоминания города в летописи. — Псков: Светоносец, 2001. — 336 с. — 3000 экз. — ISBN 5-94542-004-2.